# Château de Trenčín
Le château de Trenčín (en slovaque : Trenčiansky hrad ; en hongrois : Trencséni vár) est un château fort construit au XIe siècle surplombant la ville de Trenčín et la rivière Váh dans le nord-ouest de la Slovaquie.

## Histoire

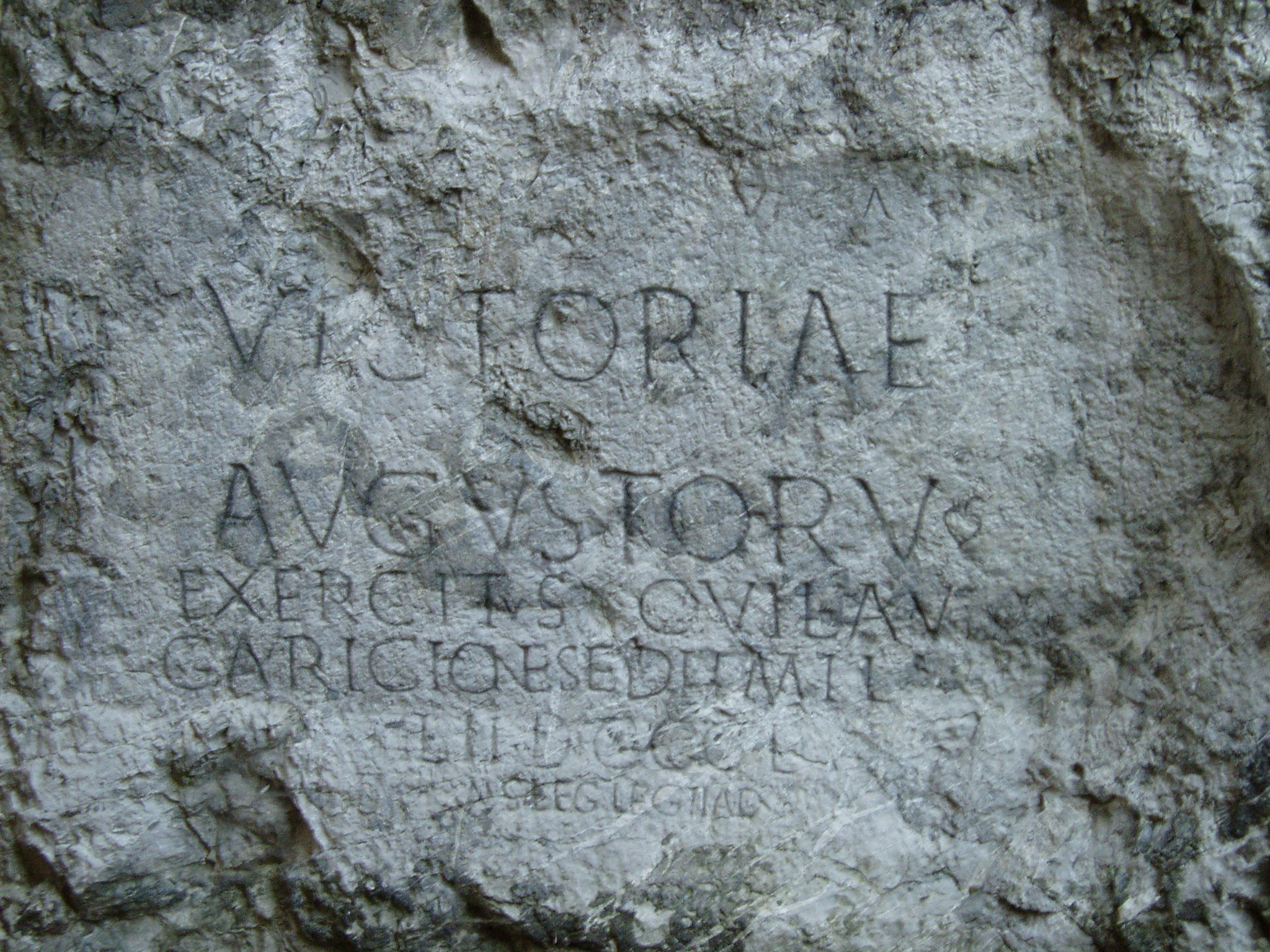
Inscription romaine sur une pierre attestant d'une victoire de la deuxième légion

L'histoire de la forteresse remonte au temps de l'Empire romain. Cela est attesté par l'inscription sur la victoire de la IIe légion romaine à Laugaricium (le nom romain de Trenčín) en 179. La plus ancienne partie conservée sont les fondations d'une rotonde en pierre, plausiblement construite à l'époque de la Grande-Moravie (IXe et Xe siècles).
Le château féodal, stratégiquement situé en haut d'une falaise, fut construit au XIe siècle. Il a une importance particulière en tant qu'une forteresse frontière du royaume de Hongrie et a abrité longtemps le siège administratif du comitat de Trencsén.
Au milieu du XIIIe siècle, le château est le siège du baron Jakab Cseszneky (en). Dès 1302, il fut la résidence de Máté Csák, le plus puissant des vassaux du roi Charles Robert de Hongrie, qui régnait de facto sur toute la partie nord-ouest du pays. Celui-ci a donné son nom à la tour de Matúš, le donjon qui domine de sa silhouette le château comme la ville. Tout de suite après sa mort en 1321, la forteresse fut confisquée et le domaine se retrouvait en propriété du roi.

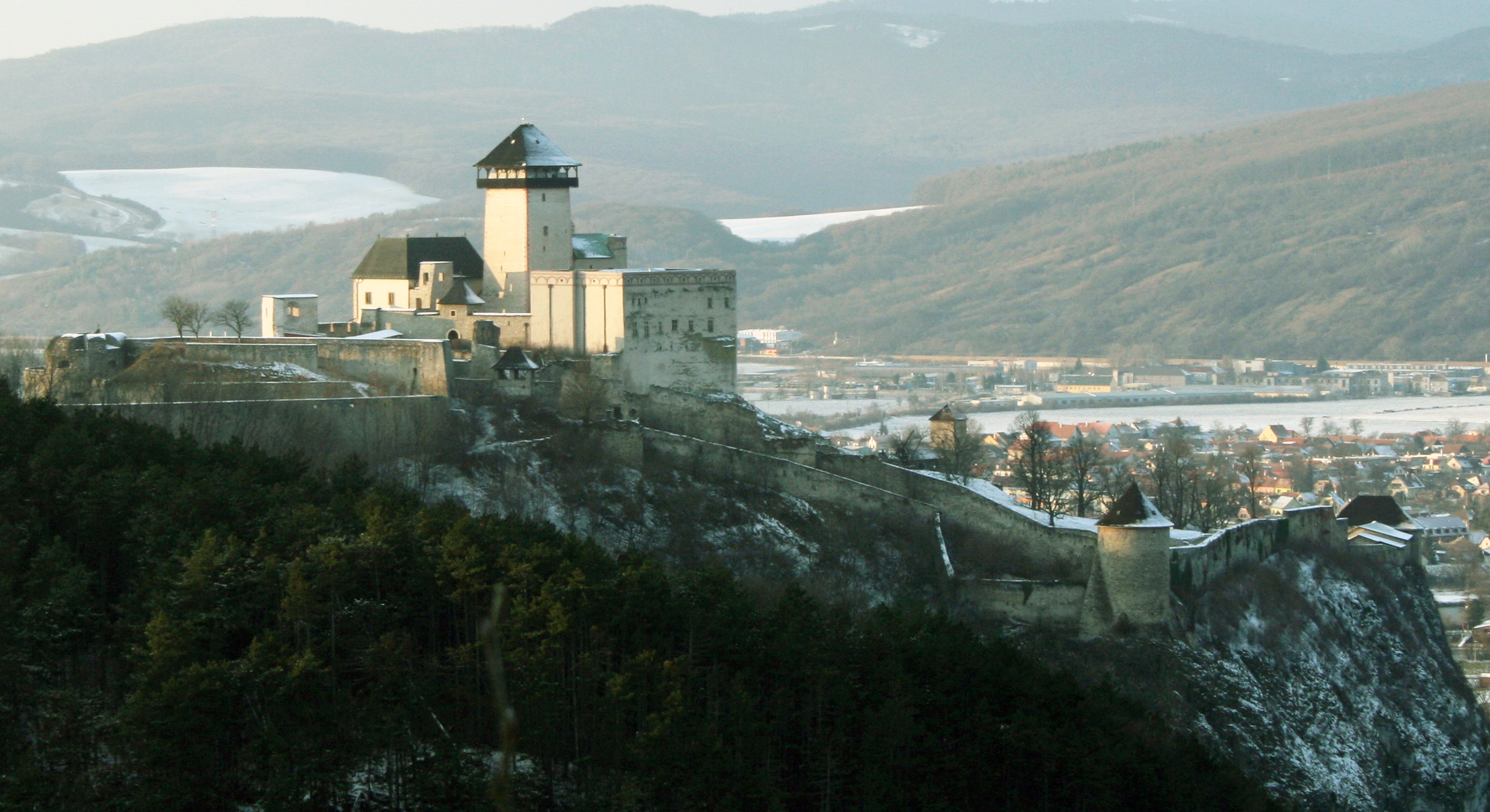
Vue du château surplombant la vallée du Váh.

Le 24 août 1335, grâce à la médiation de Charles Robert de Hongrie, le traité de Trenčín y a été signé par le roi Jean Ier de Bohême avec son fils Charles IV et Casimir III de Pologne. Dans l'accord, Jean renonce au titre de souverain de Pologne qu'il avait hérité de l'ancienne dynastie des Přemyslides. En échange, Casimir a abandonné tous ses droits aux duchés de Silésie dominés par la maison Piast. En 1372, son neveu et successeur Louis Ier, en tant que roi de Pologne, a confirmé l'accord.
Vers l'an 1430, Sigismond de Luxembourg, élu roi de Hongrie en 1387 après son mariage avec Marie Ire d'Anjou, y fit construire un nouveau palais comme la résidence de sa deuxième épouse Barbe de Cilley. Plus tard, le château était la propriété de leur fille Élisabeth de Luxembourg et de son mari Albert V de Habsbourg. Après la mort d'Albert en 1439, Trenčín retourna à Ulric de Cilley, le cousin d'Élisabeth.
Le puits est associé à la légende du prince turc Omar et son grand amour pour la belle Fatima, qu'il a dû racheter en creusant bien dans la roche.

## Aujourd'hui
Le château possède un musée qui présente toute son histoire. Il est aujourd'hui protégé en tant que "Monument culturel national de Slovaquie". Pendant l'année 2006, il a attiré environ 100 000 visiteurs.

## Source
- (en) Cet article est partiellement ou en totalité issu de l’article de Wikipédia en anglais intitulé « Trenčín Castle » (voir la liste des auteurs).